# Malta na Letnich Igrzyskach Olimpijskich 1928
Maltę na Letnich Igrzyskach Olimpijskich 1928 reprezentowało dziewięciu zawodników (sami mężczyźni) w jednej dyscyplinie.  Był to pierwszy występ reprezentacji Malty na letnich igrzyskach.

## Piłka wodna
W turnieju piłki wodnej reprezentacja Malty zajęła 5 miejsce.
| - Francisco Nappa - Victor Busietta - Meme Busietta - Edward Magri - Harry Bonavia |  | - Roger Vella - Louis Darmanin - Turu Rizzo - Victor Pace |